# Drzewisz owłosiony
Drzewisz owłosiony (Hylurgus ligniperda) – gatunek owada z rzędu chrząszczy.
Rójka
Przebiega w kwietniu i maju.
Wygląd
Larwa beznoga (jak u wszystkich kornikowatych), barwy białej, z jasnobrunatną głową. Poczwarka typu wolnego; (kolebka poczwarkowa na styku łyka i bielu), poczwarka barwy kremowej. Imago długości 4,5-6,5 mm, kształt wydłużony, walcowaty. Pokrywy smolistobrunatne lub czarne, prawie matowe. Cały chrząszcz wyraźnie, gęsto rdzawo owłosiony (szczególnie na ścięciu pokryw). Przedplecze gęsto kropkowane zwężające się przy głowie. Tarczka niewidoczna. Pokrywy o bokach równoległych ze słabo zaznaczonymi rzędami kropek, prawie dwa razy dłuższe od przedplecza. Dymorfizm płciowy zaznacza się na ścięciu pokryw: u samicy drugi międzyrząd dużo  szerszy niż u samca oraz zagłębiony z dołkami, a nie ziarenkami. U samca 1 i 2 międzyrząd wyraźnie wypukły z gładkimi ziarenkami.
Występowanie
W Polsce na niżu dość pospolity.
Pokarm
Żeruje na korzeniach pniaków sosny zwyczajnej, rzadziej wejmutki i świerka, a także na pozostawionych konarach przylegających do ziemi.
Znaczenie
Wyrządza niekiedy szkody w uprawach wraz z zakorkami.